# Blaise Kouassi
Blaise Kouassi, född 2 februari 1974, är en ivoriansk före detta fotbollsspelare.
Kouassis position är som försvarare och han avslutade karriären 2009 i Angers SCO i Ligue 2 som är andra divisionen i det franska seriesystemet. Kouassi har även tidigare under karriären representerat franska klubbar som En Avant Guingamp samt Troyes AC. Kouassi har spelat 37 A-landskamper för Elfenbenskusten och han fanns med i truppen som spelade VM 2006. Han har även deltagit i Afrikanska mästerskapet 2000 samt 2006. 